# Nikolaus Heinrich von Transehe
Nikolaus Heinrich von Transehe (auch Nikolai von Transehe; lettisch: Nikolajs fon Tranzē; * 19. Juli 1886 in Neu-Wrangelshof, Gouvernement Livland; † 29. September 1969 in Walsrode) war ein deutsch-baltischer Ornithologe. Er war Professor und leitete das Lettische Ornithologische Zentrum (LOC).

## Leben

### Herkunft und Familie
Nikolai von Transehe-Roseneck stammte aus dem deutschbaltischen Adelsgeschlecht Transehe-Roseneck (Linie Sackenhof-Neu-Wrangelshof). Sein Vater war Nikolaus Karl Michael Viktor von Transehe-Roseneck (1842–1919, ermordet von lettischen Bolschewiki), Herr auf Neu Wrangelshof, Sackenhof und Zempen. Die zweite Ehefrau des Vaters, Elise geb. Weiß (* 1861 in der Schweiz), war seine Mutter. Aus seiner eigenen, 1931 in Riga geschlossenen Ehe mit Elisabeth geb. Bejnarowicz (1898–1988) gingen die Töchter Dagmar (* 1934) und Ira (* 1938) hervor.

### Werdegang
Seinen ersten schulischen Unterricht erhielt Nikolaus von Transehe im elterlichen Heim. 1901 wurde er in die Quarta des humanistischen Stadtgymnasiums aufgenommen und legte 1906 seine Reifeprüfung ab. Er entwickelte bereits zu dieser Zeit ein großes Interesse an der Natur und begann mit eigenen naturwissenschaftlichen Untersuchungen. Im selben Jahr begann er auf der Kaiserlichen Universität Dorpat das Studium der Zoologie und Botanik mit dem Schwerpunkt der Flora des Kaukasus. Er wurde Mitglied der Baltischen Corporation Livonia Dorpat. Es folgten Veröffentlichungen und wissenschaftliche Berichte. Nach dem bestandenen Examen in allgemeiner Zoologie und Botanik begleitete er 1908 Harald von Loudon auf einer naturwissenschaftlichen Reise und ornithologischen Expedition in die Talyschebene im Südosten des Kaukasus und in das westliche Turkestan.
1909 setzte er sein Studium an der Universität Leipzig fort. Mit einer Dissertation über den Großen Wasserfloh 1913 wurde er 1913 zum Dr. phil. promoviert.
Während des Ersten Weltkrieges und im anschließenden Lettischen Unabhängigkeitskrieg leistete er zeitweise Militärdienst. Seine erste Verwendung war im 16. Dragoner-Regiment im Kaukasus. In Folge einer Augenerkrankung wurde er vom aktiven Dienst abgezogen. 1916 erfolgte die Einberufung in das Russische Rote Kreuz, in dieser Zeit war er in Belarus und Rumänien im Sanitätsdienst eingesetzt. 1918 kehrte er als Flüchtling nach Lettland zurück und ließ sich in Jaunvāle nieder. Er diente in der Baltischen Landeswehr und wurde in Anerkennung seiner Dienste mit einer Ehrenmedaille ausgezeichnet. Ab 1919 sah sich die Familie Transehe-Roseneck den Angriffen der Bolschewiki ausgesetzt. Mehrere Familienangehörige wurden verhaftet und ermordet, einige Besitzungen und Güter wurden zerstört.
Im März 1920 wurde Nikolai Transehe als Professor an der neu gegründeten Universität Lettlands in Riga eingestellt. Er bot ornithologische Exkursionen in der Umgebung Rigas an, führte Lehrveranstaltungen, hielt Vorlesungen und hatte einen guten Kontakt zu Studenten, Lehrern und Förstern. Gleichzeitig baute er eine Federsammlung auf, die auf der Grundlage der über 12 000 Exponate von Louden entstand. Ab 1922 führte er regelmäßig Vorlesungen durch und reiste 1923 zur Vogelstation auf Helgoland. 1925 wurde unter Leitung Transehes und des Instituts für Zoologie das Lettische Ornithologische Zentrum (LOC) eingerichtet. Zwischen 1925 und 1927 führte er mehrere ornithologische Exkursionen durch und unterstützte Museen beim Aufbau einer zoologischen Ausstellung, gleichwohl vertrat er Lettland auf internationalen wissenschaftlichen Konferenzen. 1936 veröffentlichte er sein erstes Buch, dieses trug den Titel Latvijas putni („Lettlands Vögel“). Zum Ende des Jahres 1938 wurde Transehe zum Assistenzprofessor an die Universität Lettlands berufen. Seine Lehrtätigkeit musste er mit Beginn des Zweiten Weltkriegs einstellen.
Im Zuge der Umsiedlung der Deutsch-Balten musste Transehe mit seiner Familie ins deutsch besetzte Polen umsiedeln. Sie wurden in Gostynin im Landkreis Waldrode einquartiert. Von 1941 bis 1943 zur Forstverwaltung in Belarus abgeordnet, unterrichtete Transehe an Forstschulen. Er wurde 1943 in den Ruhestand versetzt und übernahm eine Tätigkeit im Naturschutz. 1944 hielt er sich für sechs Wochen in Lettland auf und schickte seine Familie nach Deutschland. Er selbst geriet 1945 in polnische Gefangenschaft. Mit Unterstützung des Deutschen Roten Kreuzes wurde er nach vier Jahren aus der Gefangenschaft nach Honerdingen bei Walsrode entlassen.
Nikolaus von Transehe starb im Alter von 83 Jahren. Seine letzte Ruhestätte fand er in Meinerdingen bei Walsrode. Er hinterließ mehr als 80 Veröffentlichungen und Bücher in Lettisch und Deutsch.

## Ehrungen
1935 wurde Transehe für seine „Leistungen in der Ornithologie“ zum korrespondierenden Mitglied der Ungarischen Königlichen Ornithologischen Gesellschaft gewählt. Für die Veröffentlichung seines ersten Buches erhielt er vom lettischen Kulturfonds einen Ehrenpreis.

## Mitgliedschaften
- Deutscher Jägerbund
- Royal Society for the Protection of Birds (RSPB)
- Vorstand der Vereinigung der lettischen Jagdverbände
- Direktionsmitglied im Zoologischen Garten in Riga[5]
- Studentenvereinigung „Šalkone“ an der Universität Lettland[6]
- Deutsche Ornithologen-Gesellschaft[7]